# Ernestia lata
Ernestia lata är en tvåhjärtbladig växtart som beskrevs av Henry Allan Gleason. Ernestia lata ingår i släktet Ernestia och familjen Melastomataceae. Inga underarter finns listade i Catalogue of Life.